# 威利斯·里德
小威利斯·瑞德（英語：Willis Reed, Jr.，1942年6月25日—2023年3月21日），美国NBA篮球运动员。职业生涯11年都效力於纽约尼克斯队，曾获1970年MVP，更于1970年和1973年夺得队史上迄今为止仅有的两座总冠军。在1970年总决赛第七场比赛中，他身负重伤仍坚持出战，激发球队以高昂的士气赢下决战，被NBA官方评为联盟季后赛历史上（截至2006年）第三伟大的时刻。退役后入选篮球名人堂、NBA50周年50大巨星、NBA75周年75大球星。他的19号球衣是尼克斯队史上第一件退役的球衣。

## 早年经历
1942年，威利斯·里德出生于路易斯安那州希科（Hico），是家中的独生子。到上学的年龄时，他随父母搬到离希科不远的伯尼斯，在种族隔离时代的南方长大。高中时，他在当地的黑人学校就读，而后进入州内的传统黑人大学格兰布林学院，主修体育教育。大学四年中，他带领球队三次打入NAIA锦标赛，并获得1961年冠军和1963年季军。
大学期间，里德还参加了多项国际赛事。1963年，他代表美国队参加了在巴西圣保罗接连举办的泛美运动会和世界锦标赛，分别获第一名和第四名。他还参加了1964年奥运会代表队的选拔，但遗憾未能入选。

## 职业生涯
在1964年NBA选秀大会中，纽约尼克斯队在第一轮第一顺位选中吉姆·巴恩斯，在第二轮第一顺位选中威利斯·里德。巧合的是，在当年的奥运会代表队选拔中，正是巴恩斯击败里德，获得了参赛资格。但在职业赛场上，里德表现更为出众，新秀赛季就成为队内得分王、篮板王，入选全明星赛，荣膺年度最佳新秀。
1965-66赛季中途，球队交易来了全明星中锋沃尔特·贝拉米，里德于是改打大前锋，与贝拉米组成双塔。之后几个赛季，里德连续入选全明星赛和联盟最佳陣容二隊，但在季后赛中都未能有更大突破。
1968-69赛季中途，球队用贝拉米交易来了全明星前锋戴夫·德布歇尔，里德重新回到中锋位置。交易之后球队36胜11负，展现出良好的化学反应。季后赛首轮，尼克斯4比0横扫了由当季MVP韦斯·昂塞尔德领衔的联盟第一巴尔的摩子弹队。东部决赛中，球队遗憾不敌波士顿凯尔特人，目送比尔·拉塞尔赢得自己最后一枚总冠军戒指。
1969-70赛季，里德和尼克斯迎来了成功。球队以23胜1负开局，包括创联盟纪录的18连胜，最终以60胜22负、联盟第一的成绩结束常规赛。里德荣膺常规赛MVP、全明星赛MVP，入选最佳阵容一队、最佳防守陣容一隊。季后赛中，尼克斯先是4比3击败昂塞尔德率领的巴尔的摩子弹，再以4比1战胜卢·阿尔辛多领衔的密尔沃基雄鹿，闯入总决赛，对阵拥有威尔特·张伯伦、杰里·韦斯特、埃尔金·贝勒的洛杉矶湖人。
总决赛的前四场，里德场均得到31.8分、15个篮板。但第五战比赛开场不久，里德就因伤退出了比赛，赛后诊断为大腿肌肉撕裂。他缺席了第六场比赛，张伯伦当场砍下45分。第七场比赛前，里德是否会出战始终是个未知数。开场跳球前十分钟，里德突然出现，穿过球员通道走入场内，引发纽约主场观众山呼海啸般的喝彩。他一瘸一拐地出战了27分钟，投进了球队的头两个进球，并在防守端与张伯伦顽强地抗衡。尼克斯全队士气高昂，在沃尔特·弗雷泽带领下以113比99获胜，夺得队史上第一座总冠军。里德荣膺總決賽MVP。
1970-71赛季，里德和尼克斯队继续保持着竞争力，但在东部决赛中遭子弹队复仇。1971-72赛季，里德由于膝伤，只打了11场常规赛，缺席了整个季后赛。尼克斯队凭借团队实力再次打入总决赛，最终不敌湖人队。
1972-73赛季，里德从伤病中复出，但状态大幅度下滑，常规赛场均只得11分，季后赛前两轮场均仅得10.8分。但在总决赛里，面对老对手湖人队，里德场均得到16.4分、9.2篮板，力助球队再次夺冠，个人也再获總決賽MVP。
1973-74赛季，里德再度为膝伤所困扰，只打了19场常规赛和11场季后赛，随后悄然退役。当时他与球队的合同还剩一年，尼克斯全额支付了他最后一年的薪水。

### 赛场风格
在进攻端，里德既可以在篮下靠身体和手感得分，也有一手招牌的15英尺中距离左手跳投。他也能在无球时为团队做出贡献，为队友提供优质的挡拆掩护。在防守端，他擅长镇守中路，与弗雷泽、德布歇尔等防守专家搭档，让尼克斯在六个赛季中五次防守联盟第一。

### 荣耀
1976年10月21日，里德的19号球衣成为纽约尼克斯队史上第一件退役球衣。截至2023年，他是队史唯一一位MVP、唯一一位总决赛MVP，总出场数第八、总得分第三、总篮板球第二，单赛季总篮板数、单场篮板球、季后赛单场篮板球的纪录保持者。
1982年，里德以球员身份入选篮球名人堂。1996年，获选为NBA50周年50大巨星。2021年，获选为NBA75周年75大巨星。
2006年，NBA评出60周年季后赛60大时刻，里德带伤出战总决赛第七战的表现位居第三。
从2021-22赛季开始，NBA为各赛区冠军增设奖杯，其中西南赛区奖杯被命名为威利斯·里德杯。

## 退役后
里德退役后先过了几年打猎、钓鱼的休闲生活，然后回到了篮球世界。1977年，他出任尼克斯队的主教练，执教了一个完整赛季，在第二个赛季6胜8负开局后下课。之后他在圣约翰大学担任助理教练，1981年起在克雷顿大学担任了四个赛季的主教练。1985年，他回到NBA，先后担任过亚特兰大老鹰队和萨克拉门托国王队的助理教练。1987-88赛季中途，他接手新泽西网队的主教练位置，又执教一个完整赛季后，转入球队管理层，先后出任球队总经理、篮球事务高级副总裁。2003年，他回到尼克斯队担任顾问。2004年，为了便于照顾年迈体弱的母亲，他加入路易斯安那州的新奥尔良黄蜂队，担任篮球事务高级副总裁，至2007年正式退休。
2023年3月21日，里德去世，享年80岁。

## 个人生活
里德在读大学时与杰拉尔丁（Geraldine）结婚，两人育有一子一女，后于1970年离婚。他的第二任妻子是盖尔·肯尼迪（Gale Kennedy）。

## 數據

### NBA常規賽场均數據
| 赛季     | 球队       | 出賽 | 首發 | 上場時間 (分钟) | 投籃 命中率 | 三分球 命中率 | 罰球 命中率 | 籃板 | 助攻 | 抢断 | 盖帽 | 得分 |
| -------- | ---------- | ---- | ---- | --------------- | ----------- | ------------- | ----------- | ---- | ---- | ---- | ---- | ---- |
| 1964–65  | 纽约尼克斯 | 80   | -    | 38.0            | 43.2%       | -             | 74.2%       | 14.7 | 1.7  | -    | -    | 19.5 |
| 1965–66  | 纽约尼克斯 | 76   | -    | 33.4            | 43.4%       | -             | 75.7%       | 11.6 | 1.2  | -    | -    | 15.5 |
| 1966–67  | 纽约尼克斯 | 78   | -    | 36.2            | 48.9%       | -             | 73.5%       | 14.6 | 1.6  | -    | -    | 20.9 |
| 1967–68  | 纽约尼克斯 | 81   | -    | 35.5            | 49.0%       | -             | 72.1%       | 13.2 | 2.0  | -    | -    | 20.8 |
| 1968–69  | 纽约尼克斯 | 82   | -    | 37.9            | 52.1%       | -             | 74.7%       | 14.5 | 2.3  | -    | -    | 21.1 |
| 1969–70  | 纽约尼克斯 | 81   | -    | 38.1            | 50.7%       | -             | 75.6%       | 13.9 | 2.0  | -    | -    | 21.7 |
| 1970–71  | 纽约尼克斯 | 73   | -    | 39.1            | 46.2%       | -             | 78.5%       | 13.7 | 2.0  | -    | -    | 20.9 |
| 1971–72  | 纽约尼克斯 | 11   | -    | 33.0            | 43.8%       | -             | 69.2%       | 8.7  | 2.0  | -    | -    | 13.4 |
| 1972–73  | 纽约尼克斯 | 69   | -    | 27.2            | 47.4%       | -             | 74.2%       | 8.6  | 1.8  | -    | -    | 11.0 |
| 1973–74  | 纽约尼克斯 | 19   | -    | 26.3            | 45.7%       | -             | 79.2%       | 7.4  | 1.6  | 0.6  | 1.1  | 11.1 |
| 职业生涯 | 职业生涯   | 650  | -    | 35.5            | 47.6%       | -             | 74.7%       | 12.9 | 1.8  | 0.6  | 1.1  | 18.7 |

### NBA季後賽场均数据
| 赛季     | 球队       | 出賽 | 首發 | 上場時間 (分钟) | 投籃 命中率 | 三分球 命中率 | 罰球 命中率 | 籃板 | 助攻 | 抢断 | 盖帽 | 得分 |
| -------- | ---------- | ---- | ---- | --------------- | ----------- | ------------- | ----------- | ---- | ---- | ---- | ---- | ---- |
| 1966–67  | 纽约尼克斯 | 4    | -    | 37.0            | 53.8%       | -             | 96.0%       | 13.8 | 1.8  | -    | -    | 27.5 |
| 1967–68  | 纽约尼克斯 | 6    | -    | 35.0            | 54.1%       | -             | 73.3%       | 10.3 | 1.8  | -    | -    | 21.3 |
| 1968–69  | 纽约尼克斯 | 10   | -    | 42.9            | 51.0%       | -             | 78.6%       | 14.1 | 1.9  | -    | -    | 25.7 |
| 1969–70  | 纽约尼克斯 | 18   | -    | 40.7            | 47.1%       | -             | 73.7%       | 13.8 | 2.8  | -    | -    | 23.7 |
| 1970–71  | 纽约尼克斯 | 12   | -    | 42.0            | 41.3%       | -             | 66.7%       | 12.0 | 2.3  | -    | -    | 15.7 |
| 1972–73  | 纽约尼克斯 | 17   | -    | 28.6            | 46.6%       | -             | 85.7%       | 7.6  | 1.8  | -    | -    | 12.5 |
| 1973–74  | 纽约尼克斯 | 11   | -    | 12.0            | 37.8%       | -             | 60.0%       | 2.0  | 0.4  | 0.2  | 0.0  | 3.4  |
| 职业生涯 | 职业生涯   | 78   | -    | 33.9            | 47.4%       | -             | 76.5%       | 10.3 | 1.9  | 0.2  | 0.0  | 17.4 |

### NBA執教数据
| 赛季    | 隊伍       | 常規賽 | 常規賽 | 常規賽 | 常規賽 | 常規賽     | 季後賽 | 季後賽 | 季後賽   |
| 赛季    | 隊伍       | 场次   | 勝     | 負     | 勝率   | 排名       | 勝     | 負     | 最远阶段 |
| ------- | ---------- | ------ | ------ | ------ | ------ | ---------- | ------ | ------ | -------- |
| 1977–78 | 纽约尼克斯 | 82     | 43     | 39     | 52.4%  | 东区第5名  | 2      | 4      | 第二轮   |
| 1978–79 | 纽约尼克斯 | 14     | 6      | 8      | 42.9%  | -          | -      | -      | -        |
| 1987–88 | 紐澤西籃網 | 28     | 7      | 21     | 25.0%  | 东区第11名 | -      | -      | -        |
| 1988–89 | 紐澤西籃網 | 82     | 26     | 56     | 31.7%  | 东区第11名 | -      | -      | -        |
| 總計    | 總計       | 206    | 82     | 124    | 39.8%  |            | 2      | 4      | 第二轮   |